# Filya Ivanivna Zhebrovska
Filya Ivanivna Zhebrovska (tiếng Ukraina: Фі́ля Іва́нівна Жебро́вська; sinh ngày 24 tháng 3 năm 1950, Nemyryntsi, Zhytomyr) là một nhà kinh tế, nhà khoa học và doanh nhân Ukraina. Bà là Chủ tịch Hội đồng quản trị của Farmak JSC. Bà có bằng Phó tiến sĩ Kinh tế học. Bà là chị gái của Pavlo Ivanovych Zhebrivskyi.

## Tiểu sử
Năm 1970, bà tốt nghiệp ngành kế toán tại trường Cao đẳng Công nghiệp Kyiv. Ngăm 1982, bà tốt nghiệp ngành kinh tế tại Học viện Kinh tế Quốc gia Kyiv (nay là Đại học Kinh tế Quốc gia Vadym Hetman Kyiv). Sau khi tốt nghiệp đại học, bà xin vào làm nhân viên thu ngân tại Doanh nghiệp Công nghiệp Vận tải Đường sắt Kyiv-Moskva (PPZT).
Năm 1980, bà trở thành kế toán trưởng của Nhà máy Hóa chất và Dược phẩm Lomonosov Kyiv. Năm 1990, bà được thăng chức Phó giám đốc Kinh tế và Tài chính kiêm kế toán trưởng. Năm 1991, bà trở thành Giám đốc Tài chính của doanh nghiệp. Từ năm 1995, bà trở thành Chủ tịch Hội đồng quản trị kiêm Giám đốc điều hành của Farmak. Dưới thời của bà, Farmak đã được định hướng lại, chuyển từ sản xuất các thành phần hoạt tính của dược phẩm sang sản xuất thuốc thành phẩm đáp ứng các tiêu chuẩn chất lượng quốc tế.
Ngày 9 tháng 6 năm 2009, bà bị tấn công. Một kẻ lạ mặt đã bắn bà hai phát vào lưng khi bà đang rời khỏi nhà ở quận Podil của Kyiv. Tài xế của Zhebrovska đã nhảy ra khỏi xe và cố gắng bắt kẻ phạm tội nhưng kẻ phạm tội đã tẩu thoát và bỏ trốn, để lại mũ bảo hiểm, điện thoại di động, súng phát lệnh Luger và xe tay ga. Cách nơi xảy ra vụ tấn công vài trăm mét, các đặc vụ đã tìm thấy một khẩu súng lục do Đức sản xuất cỡ nòng 5, 6 mm. Cảnh sát đã bắt giữ một số nghi phạm vào ngày hôm sau. Một trong các nghi phạm bị bắt giữ sống tại Poltava và có thẻ thông hành của nhân viên Bộ Nội vụ. Dù vậy người đứng sau đầu cơ cho vụ ám sát cũng như thủ phạm chưa bao giờ được tìm thấy, các nghi phạm sau đó đã được thả ra và vụ án đã bị khép lại nhiều lần.
Năm 2014, có thông tin lan truyền rằng người sống ở Poltava bị phát hiện có giấy tờ cảnh sát giả hóa ra là Viktor Zubrytskyi, người sáng lập kênh truyền hình 112 và giám đốc truyền thông của Bộ trưởng Nội vụ đương thời Vitaliy Yuriyovych Zakharchenko. Trong một cuộc phỏng vấn với giới nhà báo, bà đã gọi Zubrytskyi là người đã gây ra tội ác chống lại bà.
Năm 2011, bà thành lập Quỹ từ thiện Gia đình Zhebrivsky, một tổ chức từ thiện trên khắp Ukraina.

## Sự nghiệp chính trị
Năm 2002, bà đứng ra tranh cử vào Verkhovna Rada với tư cách đảng viên đảng Thống nhất, do Thị trưởng Kyiv Oleksandra Omelchenka dẫn đầu liên minh các đảng, nhưng không giành được chiến thắng.
Năm 2006, bà một lần nữa tranh cử vào Verkhovna Rada với tư cách thành viên Khối Phòng vệ Nhân dân Ukraina của chúng ta nhưng tiếp tục thất bại. Cùng năm đó, bà đã tranh cử vào Hội đồng Thành phố Kyiv với tư cách thành viên của Ukraina của chúng ta nhưng cũng thất bại.
Năm 2008, bà trở thành đại biểu Hội đồng quận Podil của Kyiv. Năm 2010, dưới thời Viktor Fedorovych Yanukovych, các hội đồng quận ở thủ đô đã bị bãi bỏ.

## Sự nghiệp khoa học
Năm 1998, bà tốt nghiệp bằng Phó tiến sĩ Kinh tế.
Bà là tác giả của 120 bài báo khoa học (bao gồm một chuyên khảo) và sở hữu 100 bằng sáng chế ở Ukraina.
Bà được bầu làm viện sĩ danh dự của Học viện Nghệ thuật Quốc gia Ukraina vào năm 2015.

## Thu nhập và tài sản
Filya Ivanivna Zhebrovska nằm trong nhóm 100 người giàu nhất Ukraina. Tạp chí Novoe Vremya và công ty đầu tư Dragon Capital ước tính  tài sản của bà là 205 triệu đô la Mỹ. Tạp chí Focus đưa ra một con số khác về tổng giá trị tài sản của bà là 252 triệu đô la Mỹ.
Forbes Nga ước tính bà sở hữu tổng tài sản khoảng 480 triệu đô la Mỹ. Trên bảng xếp hạng 15 người giàu nhất ở Ukraina, bà xếp ở vị trí thứ 14.
Năm 2020, trên bảng xếp hạng 100 người giàu nhất Ukraina, bà xếp thứ 14 với khối tài sản 598 triệu đô la Mỹ, theo công bố của Focus.

## Hoạt động từ thiện
Bà là người sáng lập Quỹ từ thiện Gia đình Zhebrivsky, hoạt động ở 3 lĩnh vực chính là giáo dục, y tế và các hoạt động văn hóa.
Năm 2014, quỹ đã phân bổ hơn 6 triệu hryvnia Ukraina để hỗ trợ Lực lượng Vũ trang Ukraina.
Kể từ khi chiến sự Nga xâm lược Ukraina nổ ra ở quy mô lớn (từ ngày 24 tháng 2 năm 2022), tính đến tháng 8 năm 2023, số tiền mà quỹ đã hỗ trợ cho quân đội lên tới khoảng 90 triệu hryvnia Ukraina. Quỹ không chỉ hỗ trợ bằng hiện kim mà còn mua sắm và cung cấp các thiết bị cần thiết cho tiền tuyến như phương tiện bay không người lái, ô tô, thiết bị quang học, máy phát điện, radio, thuốc, thiết bị y tế, áo giáp, v.v.
Từ khi được thành lập, quỹ đã nhiều lần hỗ trợ và sửa chữa trang thiết bị cho các trường học. Khi chiến sự ở Ukraina nổ ra, một phần lớn nguồn tiền hỗ trợ cho các tổ chức giáo dục đã được chuyển dùng cho việc xây dựng chỗ ở tạm thời cho những người bị mất nhà cửa. Quỹ cũng hợp tác với các bệnh viện và hỗ trợ về thuốc men và thiết bị vật tư cần thiết. Hiện tại, quỹ trung vào việc giúp đỡ những binh sĩ Ukraina bị thương nặng cần được điều trị và phục hồi chức năng.
Nhà thờ Thánh Nikolai ở trung tâm Kyiv là một trong những công trình được xây dựng với sự hỗ trợ tài chính của quỹ.
Năm 2019, quỹ đã phân bổ 1,3 triệu đô Mỹ la để xây dựng bảo tàng tưởng niệm về sự kiện Holodomor.

## Hoạt động xã hội
Bà là thành viên của Hội đồng Danh dự của sáng kiến công cộng "Huân chương Thánh Panteleimon".

## Tranh cãi
Năm 2007, bà cáo buộc các công ty đầu tư nổi tiếng đang âm mưu đánh cắp bí mật nhắm vào công ty của bà. Theo bà, các công ty này đã có được sổ đăng ký cổ đông của Farmak một cách bất hợp pháp, sau đó lần lượt liên hệ với họ. Bà cho rằng các công ty đã gửi thư và gọi điện cho các cổ đông và đề nghị mua lại cổ phần hoặc chứng khoán của công ty. "Chúng tôi không biết sổ đăng ký của chúng tôi đã đến tay các công ty này bằng cách nào, nhưng cơ quan thuế, Ủy ban Chứng khoán và Thị trường Chứng khoán Nhà nước có bản sao của tài liệu này", Zhebrovska nói với trang web Delo. Các công ty đầu tư đã bác bỏ các cáo buộc của bà, và gọi những tuyên bố này là vô căn cứ và là một hành động để phỉ báng họ.

## Giải thưởng
- Huân chương Công trạng [uk] hạng III, II và I[23][24][25]
- Bằng khen danh dự của Nội các Bộ trưởng Ukraina[26]
- Huy chương của Viện Hàn lâm Khoa học Y tế Ukraina. M. D. Strazheska "Vì những đóng góp cho ngành y tế"
- Huân chương kỉ niệm "25 năm độc lập của Ukraina"[27]